# اثر مهمانی شبانه
اثر مهمانی شبانه (به انگلیسی: Cocktail party effect) پدیده‌ای در روان‌شناسی و شنوایی‌شناسی است و آن اینکه فرد می‌تواند توجه شنوایی خود را به یک محرک خاص معطوف کند و دیگر محرک‌ها را فیلتر کند، همان‌طور که فرد در یک مهمانی شلوغ می‌تواند با شخص دیگر گفتگو کند و به بقیه صداهای مزاحم توجهی نکند.این توانایی به طور گسترده در بین انسان ها توزیع شده است، به طوری که اکثر شنوندگان کم و بیش به راحتی می توانند کل صدای تشخیص داده شده توسط گوش را به جریان های مجزا تقسیم کنند، و متعاقباً تصمیم بگیرند که کدام جریان ها مناسب تر هستند، به استثنای همه یا اکثر جریان های دیگر.

## تاثیر در حیوانات
حیواناتی که در گروه های همخوانی ارتباط برقرار می کنند مانند قورباغه ها، حشرات، پرندگان آوازخوان و سایر حیواناتی که به صورت صوتی ارتباط برقرار می کنند، می توانند اثر مهمانی شبانه را به عنوان چندین سیگنال یا تماس به طور همزمان تجربه کنند. مانند همتایان انسانی خود، میانجی‌گری صوتی به حیوانات اجازه می‌دهد تا به آنچه در محیط خود نیاز دارند گوش دهند. برای چلچله‌های بانک، پرستوهای صخره‌ای و پنگوئن‌های شاه، میانجی‌گری صوتی امکان شناسایی والدین/فرزندان را در محیط‌های پر سر و صدا فراهم می‌کند. دوزیستان نیز این اثر را همانطور که در قورباغه ها مشهود است نشان می دهند. قورباغه های ماده می توانند به تماس های جفت گیری نر گوش دهند و آنها را متمایز کنند، در حالی که نرها می توانند صداهای پرخاشگرانه نرهای دیگر را واسطه کنند.

## همبستگی های بصری
برخی از تحقیقات نشان داده اند که اثر مهمانی شبانه ممکن است صرفاً یک پدیده شنوایی نباشد و در هنگام آزمایش اطلاعات بصری نیز می توان جلوه های مرتبط را به دست آورد. برای مثال، شاپیرو و همکاران. توانستند "اثر نام خود" را با کارهای بصری نشان دهند، جایی که آزمودنی ها می توانستند به راحتی نام خود را در صورت ارائه به عنوان محرک های بدون مراقبت تشخیص دهند.آن‌ها با توجه به مدل‌های انتخاب متأخر به مدل‌های تریسمن یا دویچ-نورمن می‌پردازند، که نشان می‌دهد چنین پدیده‌ای را برای توجیه نمی‌کند. یسم هایی که توسط آن ممکن است این اثر رخ دهد، توضیح داده نشد.

## کارهای جدیدتر
توجه انتخابی در تمام سنین ظاهر می شود. با شروع دوران نوزادی، نوزادان شروع به چرخاندن سر خود به سمت صدایی می کنند که برای آنها آشناست، مانند صدای والدینشان.این نشان می دهد که نوزادان به طور انتخابی به محرک های خاص در محیط خود توجه می کنند. علاوه بر این، بررسی‌های توجه انتخابی نشان می‌دهد که نوزادان به جای صحبت کردن با لحن بزرگسالان، از صحبت کردن «کودک» ترجیح می‌دهند.این ترجیح نشان می دهد که نوزادان می توانند تغییرات فیزیکی در لحن گفتار را تشخیص دهند. با این حال، دقت در توجه به این تفاوت‌های فیزیکی، مانند لحن، در میان نویز پس‌زمینه با گذشت زمان بهبود می‌یابد.